# André Derain

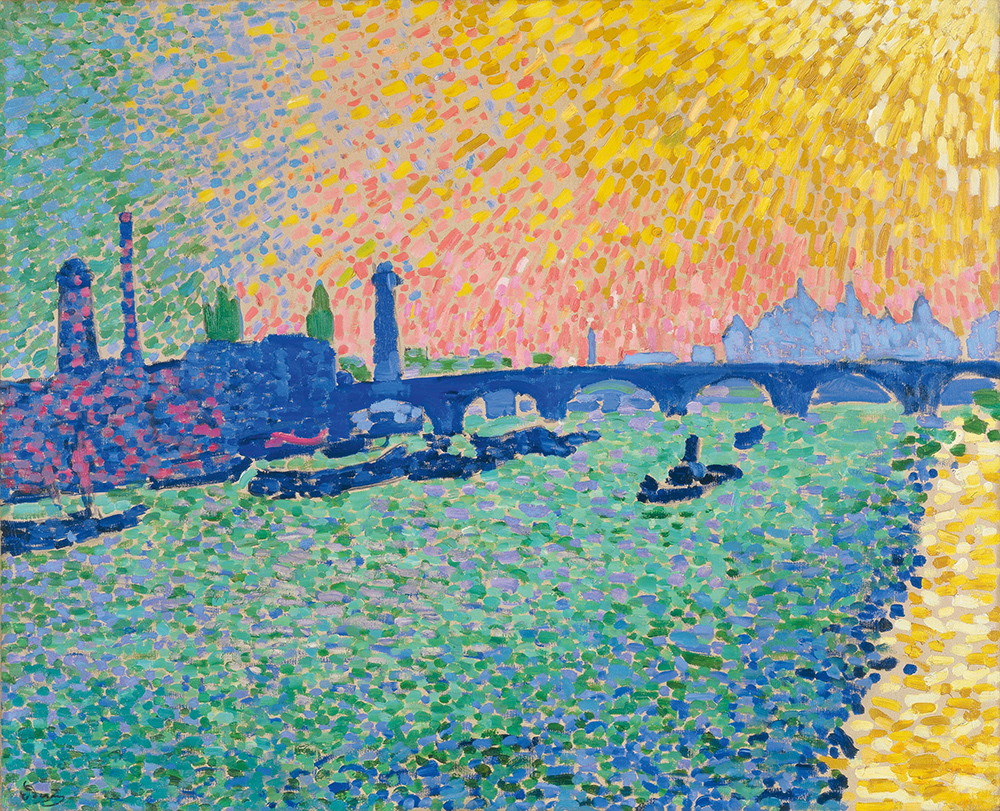
El puente de Waterloo, 1906, Museo Thyssen-Bornemisza

André Derain (Chatou, 10 de junio de 1880-Garches, 8 de septiembre de 1954) fue un pintor, ilustrador y escenógrafo francés, representante del fauvismo. Fue también decorador y figurinista para el ballet y el teatro y coleccionista de obras de arte. 
Fue el alma del fovismo con su inclinación a los matices, su juventud impetuosa y su febril perseverancia. Derain demostraba su receptividad al nuevo dogma de “forma a través del color” admirando a Vincent van Gogh y a Paul Cézanne. Realizó una serie de pinturas de este estilo, primero en Collioure, en 1905, y luego en Londres en 1906, entre las que pintó “Una Esquina de Hyde Park”, ”El Puente de Westminster” y “El London Bridge”. A principios de 1908, sin razón ni explicación, destrozó sus obras, y se dedicó a pintar paisajes similares a los de Cézanne. Por un corto intervalo se inclinó por el estilo cubista. Después de la Primera Guerra Mundial, Derain se decantó por el dibujo clásico, motivo por el que seguía con esmero los esbozos de Camille Corot, y consiguió asimismo una obra considerable. Pintor controvertido y muy famoso en vida, su obra atravesó por varios periodos muy diferentes entre sí y fue luego criticado por su regreso a formas pictóricas consideradas "tradicionales" y acusado de colaboracionismo durante el régimen de la Francia de Vichy.

## Trayectoria
Hijo de un pastelero, tras terminar el bachillerato abandonó su proyectada carrera de ingeniería por la pintura. Comienza a pintar en 1895 y en 1898-1899 se inscribe en la Academia Camillo, siendo alumno de Eugène Carrière, y en sus asiduas visitas al Louvre conoce a Henri Matisse.
Derain tenía dieciocho años de edad cuando entró a la Academia de Carrière, lugar donde congenió con Henri Matisse y Maurice de Vlaminck. En 1905 dichos pintores expusieron en el Salón de otoño junto a sus colegas Georges Rouault y Henri Manguin, siendo la primera exposición del grupo fovista, en la que se expresaba la emoción con el color. 
Perteneció junto con Maurice de Vlaminck a la Escuela de Chatou y se integró en el grupo de los Fauves, creadores del fovismo. Fue influenciado por el cubismo y el primitivismo y fue gran amigo de Henri Matisse y Pablo Picasso con quien vivió un tiempo en Montmartre.
En 1916 el galerista Paul Guillaume le dio su primera exposición individual en su galería con un prólogo de Guillaume Apollinaire e ilustró Mont de Piete de André Breton. Sirvió en la Primera Guerra Mundial en los Vosgos y destacado en Maguncia hasta 1919.
Su fama creció al ganar el Carnegie Prize en 1928 con exposiciones en Londres, Berlín, Fráncfort del Meno y Düsseldorf en 1929 y en Nueva York y Cincinnati en 1930-1931. Sus desnudos, paisajes de Londres y composiciones espontáneas le dan fama, si bien en la década de 1920 se va alejando del fovismo hacia un clasicismo más tradicional, que le acarrea críticas.
Se muda a Chambourcy junto a su esposa Alice Princet y su hija, alejándose de su grupo de amigos e intelectuales que acaban por criticarlo duramente.
Con la ocupación alemana de Francia se inicia su caída. Los nazis lo admiraban y el ministro del exterior Ribbentrop le pide que pinte a su familia. Derain se niega pero acepta una invitación a Berlín en 1941 que será publicitada por el gobierno alemán y que después de la Liberación perjudicará para siempre su imagen. Deberá enfrentar los tribunales ante graves acusaciones de colaboracionismo.
En 1947 diseñó los decorados de un ballet en el Covent Garden de Londres y en el Festival de Aix-en-Provence: los de El rapto en el serrallo de Mozart y El barbero de Sevilla de Rossini, en 1947 y 1953 respectivamente.
Ilustró ediciones del Pantagruel de Rabelais en 1943, del drama teatral Salomé de Oscar Wilde (1938) y del Satiricón de Petronio en 1934. Esta última serie no llegó a terminarla, y se publicó tardíamente.
Regresó a Chambourcy en muy malos términos con su esposa Alice; el pintor tuvo dos hijos con modelos, y la pareja acabó divorciándose en medio de agrias disputas legales. Murió luego de ser atropellado por un camión en Garches.

## Publicaciones
- André Derain: The London Paintings Paul Holberton Publishing; (2006) ISBN 1-903470-44-7
- Andre Derain, Gaston Diehl, BONFINI PRESS 1973 ISBN 978-0-568-00113-8 ISBN 0-568-00113-3
- Andre Derain. Denys Sutton, The Phaidon Press, London 1959
- Andre Derain: Le Peintre Du "Trouble Moderne", Andre Musee D'Art Moderne De La Ville De Paris Derain Editors1994 ISBN 978-2-87900-176-0 ISBN 2-87900-176-5
- Andre Derain - A Painter Through the Ordeal by Fire, Nina Kalitina, Parkstone Press Ltd 1999 ISBN 978-1-85995-084-5 ISBN 1-85995-084-1